# Šahovski velemajstor
U šahu je velemajstor naslov koji se dodjeljuje najuspješnijim šahistima. Koristi se razgovorno za onoga tko se osobito ističe u nekoj vještini.
Prema njemačkom der Großmeister. U starijoj hrvatskoj literaturi "Veliki majstor". U engleskom se može pisati odvojeno (grand master) ili zajedno (grandmaster).

## Način dodjele naslova
Od 1950. naslov na osnovu rezultata, po utvrđenim kriterijima, dodjeljuje svjetska šahovska organizacija FIDE. Niže su naslovi međunarodni majstor i majstor FIDE.
Postoji naslov "ženski velemajstor" za koji su kriteriji znatno blaži; osam žena je osvojilo i naslov "muškog" velemajstora (stanje rujan 2005).
Osim za igrače, naslov velemajstora dodjeljuje se i najboljim sastavljačima šahovskih problema.

## Povijest
U drugoj polovini 19. st. u raznim su zemljama osnivani šahovski savezi, koji su dodjeljivali naslove majstora. Naziv "velemajstor" skovao je navodno njemački car Vilim II. početkom 20. st. i "dodijelio" ga petorici tada najjačih svjetskih igrača. Šahovska javnost je to prihvatila, pa su do sredine 20. st. tim naslovom neformalno nazivani ponajbolji svjetski igrači (njih desetak).
Godine 1950. FIDE je uvela službene naslove "velemajstor" i "međunarodni majstor" i utvrdila točne kriterije za njihovo osvajanje. Kriteriji su se često mijenjali; kako je FIDE obuhvaćala sve više zemalja, stvoren je snažan pritisak da se kriteriji snize. Osim toga znatno se povećao broj turnira na kojima se naslov mogla osvojiti. 
Nakon uvođenja službenog naslova, bilo je 30-ak velemajstora. Početkom 1970.-ih broj je prešao stotinu. U rujnu 2005. u svijetu je bilo 877 velemajstora. Tako naslov gubi na značaju; danas su pouzdaniji kriterij snage rating-bodovi.